# Lista monumentelor istorice din județul Argeș - H

Simbol pentru monumentele istorice

Lista monumentelor istorice din județul Argeș - H cuprinde monumentele istorice înscrise în Patrimoniul cultural național al României și aflate în localități ce încep cu litera H din județul Argeș.
Lista completă este menținută și actualizată periodic de către Ministerul Culturii, Cultelor și Patrimoniului Național din România, prin intermediul Institutului Național al Patrimoniului, ultima versiune datând din 2015. Această listă cuprinde și actualizările ulterioare, realizate prin ordin al ministrului culturii.
| Cod LMI                         | Denumire                                                | Localitate                          | Localizare                                                         | Datare, Creatori | Imagine               | Erori             |
| ------------------------------- | ------------------------------------------------------- | ----------------------------------- | ------------------------------------------------------------------ | ---------------- | --------------------- | ----------------- |
| AG-II-m-B-13701                 | Biserica „Adormirea Maicii Domnului” - Hârseștii de Jos | sat Hârsești; comuna Hârsești       | Str. Dispensarului 427, în fostul sat Hârseștii de Jos             | 1834             | Încarcă foto \| video | Raportează eroare |
| AG-II-m-B-13702                 | Biserica „Adormirea Maicii Domnului”                    | sat Hârsești; comuna Hârsești       | Str. Ghebărești 238, în fostul sat Hârsești-Popești                | 1865             | Încarcă foto \| video | Raportează eroare |
| AG-II-m-B-13703                 | Biserica „Sf. Nicolae”                                  | sat Hârtiești; comuna Hârtiești     |                                                                    | 1833             | Încarcă foto \| video | Raportează eroare |
| AG-IV-m-A-13961 (RAN: 14931.02) | Cruce de piatră                                         | sat Hulubești; comuna Bughea de Jos | Pe drumul spre Berevoiești, vis-a-vis de casa Amzică Ana (nr. 617) | 1757             | Încarcă foto \| video | Raportează eroare |
| AG-IV-m-A-13962 (RAN: 14931.03) | Cruce de piatră                                         | sat Hulubești; comuna Bughea de Jos | Vis-a-vis de casa Pâslaru Constantin (nr. 664)                     | 1767             | Încarcă foto \| video | Raportează eroare |